# Església de San Marcello al Corso
L'església de San Marcello al Corso és un lloc de culte catòlic a Roma, situat al barri de Trevi, al llarg de la Via del Corso . És l'església del títol cardenalici de San Marcello.

## Història

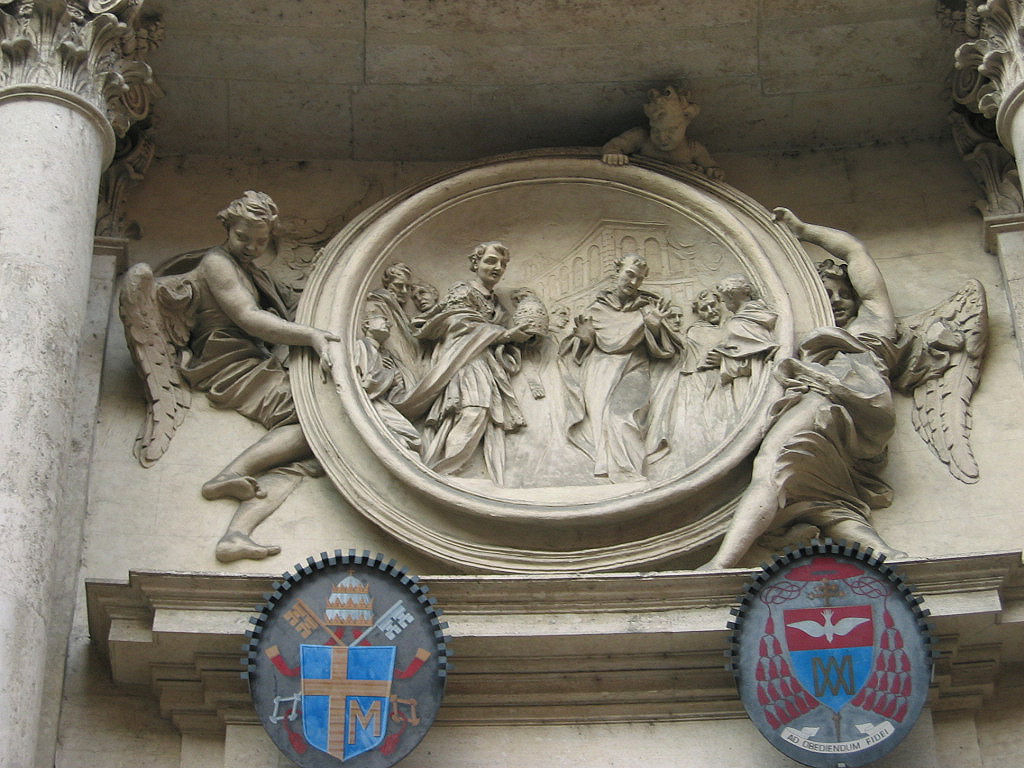
Sant Felip Benizi rebutjant la tiara papal, Antonio Raggi (façana)

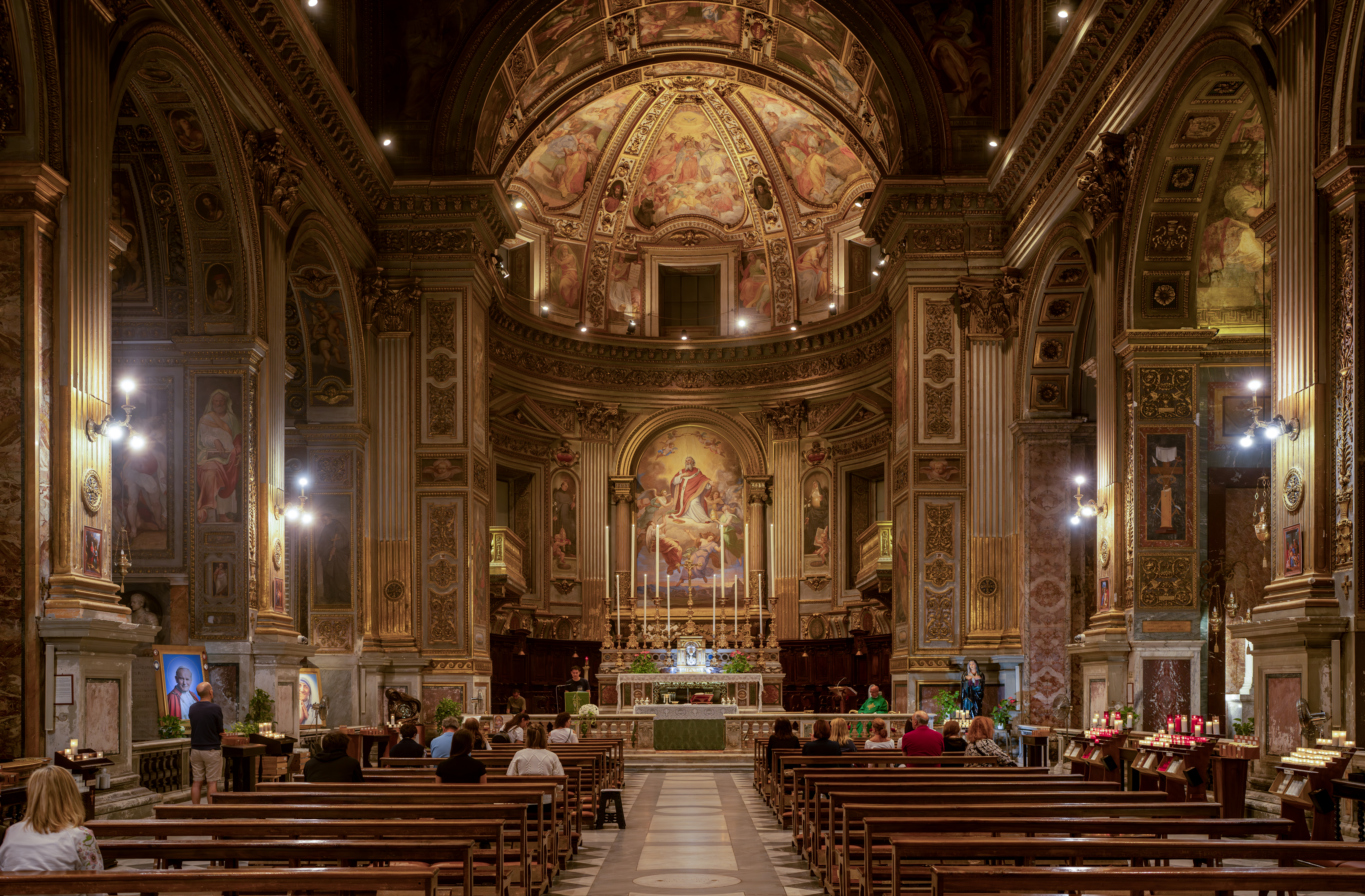
L'interior.

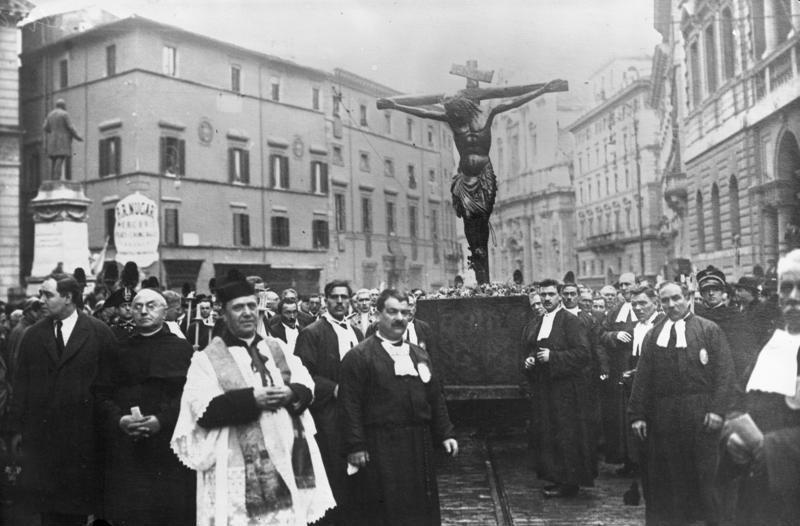
La processó del Crucifix al Corso Vittorio el 1931

Tot i que la tradició diu que l'església va ser construïda sobre la presó on va estat tancat el papa Marcel I (mort el 309), se sap que el Titulus Marcelli era present no més tard del 418, quan el papa Bonifaci I va ser elegit allà. La lletania de set formes, ordenada pel papa Gregori I el 590, va veure els homes traslladar-se de San Marcello.

Segons la tradició relatada al Liber Pontificalis, al lloc de l'església hi havia la domus de Lucina, que juntament amb Marcel va transferir les relíquies dels màrtirs des de la Via Salaria a l'Ostiense.
Al segle viii, el papa Adrià I va fer construir una església al mateix lloc, que actualment es troba sota l'església moderna.
Davant de l'església de San Marcello, adjacent a les cases de la família Colonna de Palestrina coneguda com a Sciarra, que en aquell moment tenien accés pel costat oposat a l'actual, el cos de Cola di Rienzo, linxat pel poble el 8 de setembre de 1354, va romandre exposat durant dos dies.
L'església ha estat administrada i és propietat de l'orde dels Servites des del 1369.
El 22 de maig de 1519, un incendi va destruir l'església. Un antic crucifix de fusta del segle xiv es va salvar de l'incendi. L'esdeveniment va semblar miraculós i va néixer un grup de pregària que es va anomenar la "Companyia del Santíssim Crucifix". Tres anys més tard, el 1522 , la ciutat va ser afectada per la pesta. El crucifix va ser tret del convent on es trobava i portat en processó per la ciutat durant 16 dies, del 4 al 20 d'agost, al final dels quals la pesta es va aturar. La processó del Crucifix es va continuar repetint durant segles, el Dijous Sant, al llarg de la ruta de San Marcello a San Pietro. La Companyia, que s'havia convertit en una Arxiconfraria, es va traslladar (el 1568 ) al proper Oratori del Crucifix..
Per a la reconstrucció de l'edifici, es va iniciar una recaptació de fons, però una part es va utilitzar per subornar els camperols que saquejaven la ciutat durant el Saqueig de Roma el 1527. El projecte original per a la reconstrucció de l'església va ser concebut per Jacopo Sansovino, que però va fugir de la ciutat durant el Saqueig de Roma i mai va tornar per acabar-la. Les obres van ser continuades per Antonio da Sangallo el Jove, que va reconstruir l'església. El 1530 una inundació del Tíber va tornar a danyar l'església. Només entre el 1692 i el 1697 es va completar l'església amb la façana creada per Carlo Fontana i encarregada per Monsenyor Marcantonio Cataldi Boncompagni. En comparació amb l'església cristiana primitiva, la renaixentista tenia una orientació oposada, i l'entrada principal donava a la prestigiosa Via del Corso, en lloc de l'antic transsepte.
Les estàtues exteriors de travertí van ser esculpides per Francesco Cavallini, mentre que el baix relleu d'estuc sobre l'entrada, amb la representació de Sant Filippo Benizi (membre de l'ordre dels Servites), és obra d'Antonio Raggi.
Sota l'altar major, decorat amb opus sectile del segle xii, hi ha les relíquies de diversos sants, com ara el papa Marcel•lí i les santes Digna i Emèrita. L'última capella de l'esquerra està dedicada a Sant Felip Benizi. La decoració barroca tardana conté escultures de Francesco Cavallini i relleus d'Ercole Ferrata i Antonio Raggi. La primera capella de l'esquerra conté la tomba doble del cardenal Giovanni Michiel i el seu nebot Antonio Orso, esculpida per Jacopo Sansovino.
Darrere de la façana hi ha una Crucifixió de 1613 de Giovanni Battista Ricci. La tomba del cardenal Cennino va ser esculpida per Giovanni Francesco de' Rossi (la Vecchietta). A la dreta, la primera capella del marquès Maccarani conserva una Anunciació de Lazzaro Baldi ; a la segona capella hi ha el Martiri de les santes Digna i Emèrita de 1727 de Pietro Andrea Barberi Pucciardi (arquitectura de Francesco Ferrari); a la tercera capella hi ha un fresc d'una Mare de Déu amb el Nen de finals del segle xiv, episodis de la vida de la Verge de Francesco Salviati, fresc i pintures de Giovan Battista Ricci; a la quarta capella una Creació d'Eva i els evangelistes Marc i Joan, frescos de Perino del Vaga, Mateu i Lluc començats per Perino del Vaga i acabats per Daniele da Volterra. A l'interior, un cimbori de 1691 dissenyat per Carlo Bizzaccheri; a la cinquena capella dedicada a San Pellegrino Laziosi, hi ha un monument al cardenal Fabrizio Paolucci del 1726 de Pietro Bracci i alberga el retaule San Pellegrino Laziosi curat pel Redemptor (1725), la Curació d'un nen cec i el Miracle de la Madonna del fuoco d'Aureliano Milani i pintures laterals de Domenico Corvi; i un monument al cardenal Camillo Paolucci del 1776 de Tommaso Righi. A la nau esquerra, a la cinquena capella, un San Filippo Benizi, assistit per Sant'Alessio Falconieri, lliura el llibre de la regla a Santa Giuliana Falconieri del 1725 de Pier Leone Ghezzi; a la quarta una Conversió de Sant Pau del 1560 de Federico Zuccari i el seu germà Taddeo i, als costats, la Història de Sant Pau. Dins de la capella hi ha els busts de Muzio, Roberto i Lelio Frangipane d'Alessandro Algardi (1630-40). A la tercera capella de l'esquerra hi ha un Doloroso de Pietro Paolo Naldini, el Sacrifici d'Isaac i el Descobriment de Moisès de Domenico Corvi; a la primera, una Madonna i set sants d'Agostino Masucci.

## Descripció
L'edifici té una sola nau, amb cinc capelles a cada costat.
La contrafaçana està completament ocupada per una gran Crucifixió, cap a la qual convergeixen les 14 escenes de les "Històries de la Passió" pintades al fresc al registre superior el 1613.
La façana còncava , una obra barroca de finals del segle xvii, és de Carlo Fontana (1681-1687).
A dins hi ha obres, entre d'altres,
- Gregorio Guglielmi (Miracles de Santa Giuliana Falconieri, 6 pintures sobre tela[5], 1750–51)
- Francesco Salviati (Històries de la Verge) a la capella Grifoni, la tercera a la dreta;
- Perin del Vaga (la Creació d'Eva i els evangelistes Marc i Joan), mentre que els evangelistes Mateu i Lluc van ser creats per Daniele da Volterra basant-se en dibuixos del mateix Perin del Vaga, tots a la capella del Crucifix, la quarta capella de la nau dreta;
- Alessandro Algardi (busts de la família Frangipane) i Taddeo i Federico Zuccari (Conversió de Sant Pau), a la capella Frangipane, la quarta a l'esquerra;
- Pier Claudio Pantieri (ceràmica representativa de la Madonna del Fuoco, patrona de Forlì : per aquest motiu, en l'ocasió - 4 de febrer - la comunitat romanesa present a Roma es reuneix a San Marcello ), a la capella de San Pellegrino Laziosi, església serventa de Forlì.

A l'esquerra de l'entrada hi ha el monument erigit per Sansovino per al cardenal Giovanni Michiel, enverinat al Castell de Sant'Angelo.
A la capella del Crucifix (la quarta a la dreta) hi ha el monument funerari del cardenal Consalvi i el seu germà, una obra neoclàssica de Rinaldo Rinaldi . El cimbori de pedres semiprecioses col•locat a l'altar és obra de Carlo Francesco Bizzaccheri (1691).
A la capella de San Pellegrino Laziosi (la cinquena a la dreta, la més propera a l'absis), hi són enterrats els cardenals Fabrizio Paolucci i Camillo Merlini Paolucci, que la van fer decorar amb obres de Pietro Bracci (tomba de Fabrizio), Tommaso Righi (tomba de Camillo), Aureliano Milani i Domenico Corvi (dos llenços d'inspiració de l'Antic Testament, El sacrifici d'Isaac i El descobriment de Moisès).
Cada any l'església acull un pessebre artístic ambientat a Roma.
L'església està governada pels Servents de Maria.

## Enterraments
Entre les tombes hi ha diverses figures il•lustres, com el cardenal Ercole Consalvi, protagonista del complex període napoleònic, i el papa Marcel I.

## El títol cardenalici
San Marcello (llatí: Titulus Sancti Marcelli) és un títol cardenalici instituït pel papa Marcel·lí cap a l'any 304. També era conegut amb el nom de Lucina secunda, ja que inicialment insistia en la casa de Lucina de Roma, una matrona romana, que després va ser transformada en una església real i consagrada oficialment pel papa Sixt III l'any 440; avui és, amb les transformacions que es van produir al llarg dels segles, la basílica de San Lorenzo in Lucina. El títol Marcelli apareix a la llista del sínode romà de l'1 de març de 499. Segons el catàleg de Pietro Mallio, compilat durant el pontificat del papa Alexandre III, el títol estava relacionat amb la basílica de Sant Pau Extramurs i els seus sacerdots hi celebraven missa al seu torn. Actualment, el títol insisteix en l'església de San Marcello al Corso .

### Cardenals titulars
- Stefano (494 - ?)
- Vilio (590 - ?)
- Giovanni (citat el 721)[6]
- Benedetto (761 - ?)
- Anastasio il Bibliotecario (847 - 850 ?)
- Martino (853 - ?)
- Giovanni (1012 -abans del 1033)
- Giovanni (1033 -abans del 1088)
- Oderisio (o Oderisius), O.S.B. (1088 - 1099)
- Pietro Capuano (1099 - vers 1112)
- Pietro Gherardeschi (1112 - 1117)
  - desconegut (vers 1117 - després del 1118)
- Pierre de Fontaine (1118 - 1140 ca.); després del conclave del 1130 seguí l'antipapa Anaclet II
- Giulio (8 de febrer de 1144 - 1158 nomenat cardenal bisbe de Palestrina)
- Konrad von Wittelsbach (1163 - 1163 nomenat cardenal bisbe de Sabina)
- Mathieu d'Anjou (de desembre de 1178 - 1183 o 1184 mort)
- Adelardo Cattaneo (o Alardo) (6 de març de 1185 - 1188)
- Fidanzio (20 de febrer de 1193 - 19 de febrer de 1197 mort)
- Gérard (o Girard), O.Cist. (1199 - vers 1200 mort)
- Pietro Capuano, di Amalfi (1200 - 30 d'agost de 1214 mort a Viterbo)
- Niccolò dei Conti di Segni (de desembre de 1228 - 27 de desembre de 1239 mort)
- Pierre de Bar (o de Barro), O.Cist. (28 de maig de 1244 - de febrer de 1252 ? nomenat cardenal bisbe de Sabina)
- Vicedomino Vicedomini, in commendam (7 de juny de 1275 - 6 de setembre de 1276 mort)
- Giacomo Colonna, diaconia pro illa vice in commendam (d'abril de 1278 - 1294 renuncià)[7]
- Nicolas de Nonancour (o Nicolas l'Aide) (18 de setembre de 1294 - després del 13 d'octubre de 1294 nomenat cardenal prevere de San Lorenzo in Damaso)[8]
- Arnaud de Canteloup (o Frigier) (15 de desembre de 1305 - 14 de desembre de 1313 mort)
  - Títol vacant (1313 - 1316)
- Bertrand du Pouget (o Poyet) (17 de desembre de 1316 - 18 de desembre de 1327 nomenat cardenal bisbe d'Òstia-Velletri)
  - Títol vacant (1327 - 1361)
- Androin de la Roche, O.S.B.Clun. (17 de setembre de 1361 - 29 d'octubre de 1369 mort)
  - Títol vacant (1369 - 1371)
- Jean Le Fèvre (o Lefèbre) (30 de maig de 1371 - 6 de març de 1372 mort)
- Bertrand de Cosnac, C.R.S.A. (1372 - 17 de juny de 1374 mort)
- Jean de La Grange, O.S.B.Clun. (20 de desembre de 1375 - 1388 nomenat cardenal bisbe de Frascati)
- Bartolomeo Mezzavacca (18 de setembre de 1378 - 15 d'octubre de 1383 deposat)
- Stefano Palosio (1384 - 24 d'abril de 1396 mort)
  - Títol vacant (1396 - 1426)
- Antonio Casini (27 de maig de 1426 - 4 de febrer de 1439 mort)
- Niccolò d'Acciapaccio (8 de gener de 1440 - 3 d'abril de 1447 mort)
  - François de Meez, O.S.B.Clun. (2 d'octubre de 1440 - 7 de març de 1444 mort), pseudocardenal de l'antipapa Fèlix V
  - Guillaume d'Estaing (1444 - 1450), pseudocardenal de l'antipapa Fèlix V
- Bartolomeo Roverella (26 de gener de 1462 - 2 de maig de 1476 mort)
  - Títol vacant (1476 - 1484)
- Giovanni Michiel (1484 - 14 de març de 1491 nomenat cardenal bisbe d'Albano)
  - Títol vacant (1491 - 1503)
- Pere Lluís de Borja-Llançol de Romaní i de Montcada, O.E.S.S.H. (7 de desembre de 1503 - 4 d'octubre de 1511 mort)
- Francesc de Remolins (27 d'octubre de 1511 - 16 de març de 1517 nomenat cardenal bisbe d'de Albano)
- Guillem Ramon de Vich i Vallterra (o Guillermo) (13 de novembre de 1517 - 27 de juliol de 1525 mort)
- Enric de Cardona (24 de novembre de 1527 - 7 de febrer de 1530 mort)
- Egidio da Viterbo, O.E.S.A. (9 de maig de 1530 - 12 de novembre de 1532 mort)
- Marino Grimani (12 de novembre de 1532 - 4 d'agost de 1539 nomenat cardenal prevere de Santa Maria in Trastevere)
- Dionisio Laurerio, O.S.M. (28 de gener de 1540 - 17 de setembre de 1542 mort)
- Marcello Crescenzi (6 de novembre de 1542 - 28 de maig de 1552 mort)
- Miguel da Silva (27 de juny de 1552 - 29 de novembre de 1553 nomenat cardenal prevere de San Pancrazio)
- Girolamo Verallo (29 de novembre de 1553 - 10 d'octubre de 1555 mort)
- Girolamo Dandini (25 d'octubre de 1555 - 4 de desembre de 1559 mort)
- Giovanni Andrea Mercurio (19 de gener de 1560 - 2 de febrer de 1561 mort)
- Marco Antonio Amulio, diaconia pro illa vice (10 de març de 1561 - 17 de març de 1571); (17 de març de 1571 - 17 de març de 1572 mort)
- Marco Antonio Bobba (2 de juny de 1572 - 18 de març de 1575 mort)
  - Títol vacant (1575 - 1584)
- Giambattista Castagna (9 de gener de 1584 - 15 de setembre de 1590 elegit papa amb el nom d'Urbà VII)
- Benedetto Giustiniani (7 de gener de 1591 - 17 de març de 1599 nomenat cardenal prevere de Santa Prisca)
- Paolo Emilio Zacchia (17 de març de 1599 - 31 de maig de 1605 mort)
- Innocenzo Del Bufalo-Cancellieri (1 de juny de 1605 - 30 de gener de 1606 nomenat cardenal prevere de Santa Pudenziana)
- François d'Escoubleau de Sourdis (30 de gener de 1606 - 29 de març de 1621 nomenat cardenal prevere de San Pietro in Vincoli)
- Francesco Cennini de' Salamandri (19 d'abril de 1621 - 25 de febrer de 1641 nomenat cardenal bisbe de Sabina)
- Pierdonato Cesi (10 de febrer de 1642 - 30 de gener de 1656 mort)
- Camillo Melzi (23 d'abril de 1657 - 21 de gener de 1659 mort)
- Giambattista Spada (27 de gener de 1659 - 25 de setembre de 1673 nomenat cardenal prevere de San Crisogono)
- Federico Baldeschi Colonna (o Ubaldi) (28 de gener de 1675 - 9 d'abril de 1685 nomenat cardenal prevere de Sant'Anastasia)
- Pier Matteo Petrucci, C.O. (9 de juny de 1687 - 5 de juliol de 1701 mort)
  - Títol vacant (1701 - 1706)
- Giovanni Alberto Badoer (25 de juny de 1706 - 11 de juliol de 1712 nomenat cardenal prevere de San Marco)
- Luigi Priuli (11 de juliol de 1712 - 28 de maig de 1714 nomenat cardenal prevere de San Marco)
- Wolfgang Hannibal von Schrattenbach (7 de desembre de 1714 - 22 de juliol de 1738 mort)
  - Títol vacant (1738 - 1743)
- Raffaele Cosimo de Girolami (23 de setembre de 1743 - 21 de febrer de 1748 mort)
- Mario Millini (o Mellini) (1 d'abril de 1748 - 25 de juliol de 1756 mort)
  - Títol vacant (1756 - 1759)
- Antonio Maria Erba Odescalchi (19 de novembre de 1759 - 28 de març de 1762 mort)
- Ludovico Merlini (19 d'abril de 1762 - 12 de novembre de 1762 mort)
- Giuseppe Simonetti (1 de desembre de 1766 - 4 de gener de 1767 mort)
  - Títol vacant  (1767 - 1802)
- Carlo Francesco Maria Caselli, O.S.M. (20 de setembre de 1802 - 20 d'abril de 1828 mort)
- Thomas Weld (5 de juliol de 1830 - 10 d'abril de 1837 mort)
- Chiarissimo Falconieri Mellini (15 de febrer de 1838 - 22 d'agost de 1859 mort)
  - Títol vacant (1859 - 1874)
- Mariano Falcinelli Antoniacci, O.S.B.Cas. (4 de maig de 1874 - 29 de maig de 1874 mort)
- Salvatore Nobili Vitelleschi (23 de setembre de 1875 - 17 d'octubre de 1875 mort)
- Luigi di Canossa (20 de març de 1877 - 12 de març de 1900 mort)
- Casimiro Gennari (18 d'abril de 1901 - 31 de gener de 1914 mort)
- Franziskus von Bettinger (28 de maig de 1914 - 12 d'abril de 1917 mort)
  - Títol vacant (1917 - 1921)
- Francesco Ragonesi (16 de juny de 1921 - 14 de setembre de 1931 mort)
- Maurilio Fossati, O.SS.G.C.N. (16 de març de 1933 - 30 de març de 1965 mort)
- Carlo Grano (29 de juny de 1967 - 2 d'abril de 1976 mort)
- Dominic Ignatius Ekandem (24 de maig de 1976 - 24 de novembre de 1995 mort)
- Edouard Gagnon, P.S.S. (29 de gener de 1996 - 25 d'agost de 2007 mort)
- Agustín García Gasco Vicente (24 de novembre de 2007 - 1 de maig de 2011 mort)
- Giuseppe Betori, des del 18 de febrer de 2012